# Firas Katoussi
Firas Katoussi (6 de setembro de 1995) é uma taekwondista tunisiano.

## Carreira
Ele ganhou uma das medalhas de bronze no evento leve masculino no Campeonato Mundial de Taekwondo de 2022, realizado em Guadalajara, México. Ele representou a Tunísia nos Jogos Africanos de 2019, realizados em Rabat, Marrocos, e ganhou a medalha de ouro no evento masculino de 74 kg. Ele também ganhou a medalha de ouro no evento masculino de 74 kg nos Jogos Mundiais Militares de 2019, realizados em Wuhan, China. Em 2020, ele competiu no evento masculino de 80 kg no Torneio Africano de Qualificação Olímpica em Rabat, Marrocos, mas não conseguiu se classificar para os Jogos Olímpicos de Verão de 2020 em Tóquio, Japão. Ele terminou em 3º lugar.
Ele ganhou uma das medalhas de bronze na categoria masculina de 80 kg nos Jogos do Mediterrâneo de 2022, realizados em Oran, na Argélia. Nos Jogos Olímpicos de Verão de 2024, em Paris, conquistou a medalha de ouro na categoria de até 80 kg.